# 善本秀作
善本 秀作（ぜんもと しゅうさく、1934年10月18日 - 2018年7月15日）は日本の彫刻家。

## 人物
- 現代の名工選出、富山県彫刻家連盟委員長、井波彫刻協同組合理事長、井波彫刻木彫刻工芸高等職業訓練校長。

## 略歴
1934年、北海道旭川市生まれ。木彫り職人に憧れ、26歳で井波彫刻の三代加茂蕃山に師事。以後、主に日展を舞台に活躍し特選2度受賞、1983年に会員、1996年に評議員に就く。信仰心の厚い母の影響で仏像制作をライフワークとし、完成に5年半を要した「釈迦十大弟子像」など数々の優れた木彫作品を手掛けた。1978年と1990年に紺綬褒章を受章、2005年に黄綬褒章を受章。2018年7月15日、慢性心不全急性増悪のため死去。享年83歳。

## 作品
- 『石狩の夏』 - 北海道旭川市8条斜線通の野外彫刻
- 『黎明の宙』 - 北海道旭川市ごりょう公園の野外彫刻